# Taralli

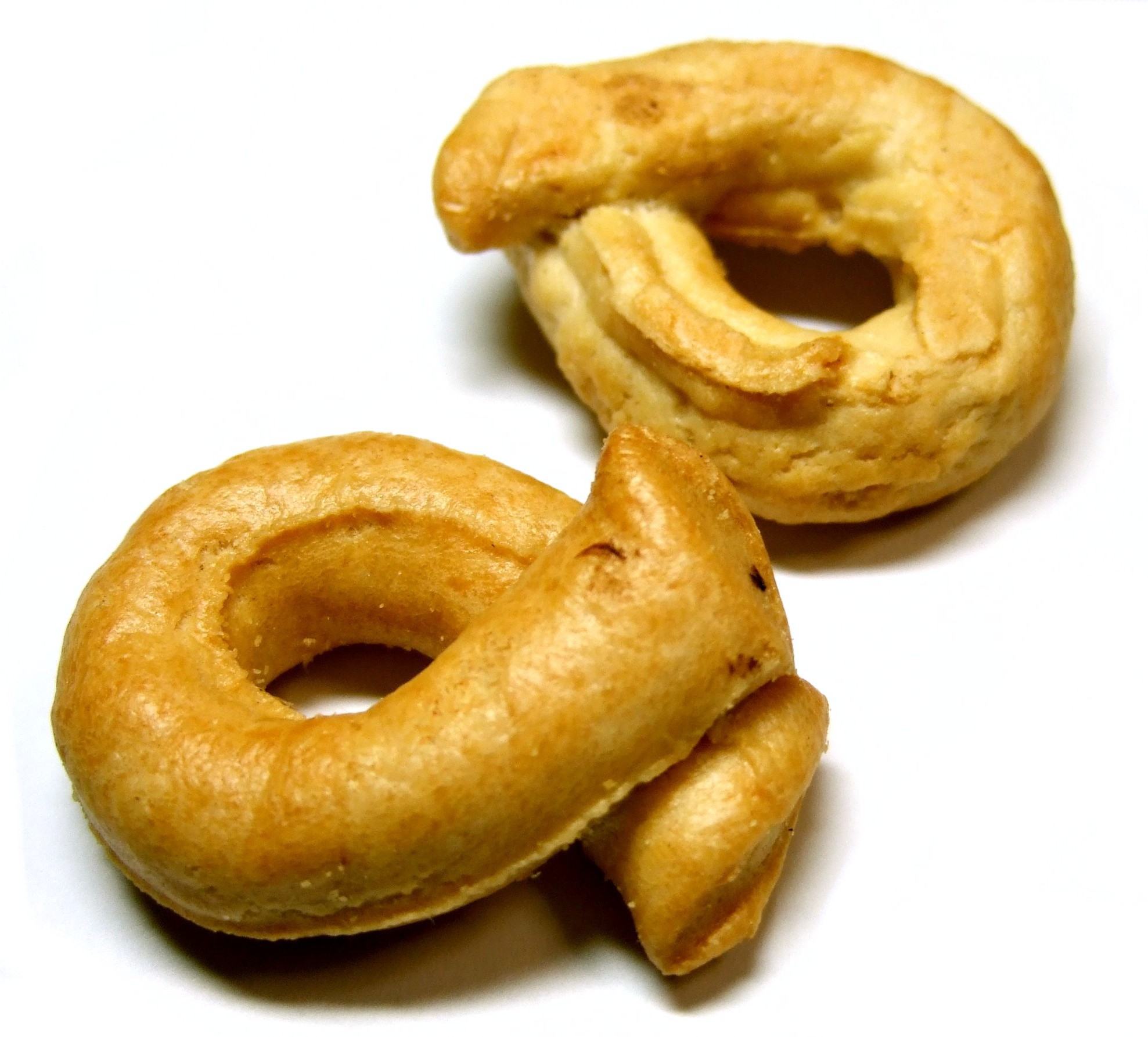
Tarallini

Taralli – potrawa kuchni włoskiej; przekąska popularna w południowej części Półwyspu Apenińskiego. 
Taralli mają postać kruchego, okrągłego pieczywa o średnicy ok. 7–8 cm (mniejsze, znane jako tarallini, mogą liczyć ok. 4 cm). Przekąska może być przygotowywana zarówno w wersji słodkiej jak i słonej. W drugim przypadku taralli często przyprawiane są anyżkiem, pieprzem czy czosnkiem.